# Петр Немец
Петр Немец (чеш. Petr Němec;Острава, 7. јун 1957) је чешки тренер и бивши фудбалер, освајач је бронзане медаље на Европском првенству у фудбалу 1980. (Иако није улазио у игру) и златне медаље на Летњих олимпијских игара 1980. у Москви. У репрезентацији Чехословачке одиграо је 5 утакмица. Почео је играти у клубу ФК Бањик Хермањице као јуниор, да би се са 15 године преселио у ФК Бањик Острава. Док је служио војни рок наступао је за војни клуб Дукла Табор од 1975. до 1977. године, а затим се вратио у Остраву. У периоду од 1977–1986. био је играч ФК Бањик Острава, са којом је освојио двије шампионске титуле (1980, 1981) и Куп Чехословачке (1978). Каријеру је завршио у тадашњем друголигашу ФК Теплице. У Чехословачкој лиги одиграо је 189 утакмица и постигао 33 гола.

## Лигашки учинак
| Сезона          | Утакмица | Голова | Минута | Клуб                 |
| --------------- | -------- | ------ | ------ | -------------------- |
| 1. лига 1977/78 | 26       | 3      | –      | ТЈ Бањик ОКД Острава |
| 1. лига 1978/79 | 22       | 5      | –      | ТЈ Бањик ОКД Острава |
| 1. лига 1979/80 | 25       | 1      | –      | ТЈ Бањик ОКД Острава |
| 1. лига 1980/81 | 30       | 7      | –      | ТЈ Бањик ОКД Острава |
| 1. лига 1981/82 | 21       | 3      | –      | ТЈ Бањик ОКД Острава |
| 1. лига 1982/83 | 27       | 9      | –      | ТЈ Бањик ОКД Острава |
| 1. лига 1983/84 | 13       | 2      | –      | ТЈ Бањик ОКД Острава |
| 1. лига 1984/85 | 25       | 3      | –      | ТЈ Бањик ОКД Острава |
| 1. лига 1985/86 | 25       | 0      | –      | ФК Теплице           |
| 1. лига 1986/87 | 14       | 0      | –      | ФК Теплице           |
| 1. лига 1987/88 | 11       | 0      | –      | ФК Теплице           |
| 1. лига 1988/89 | 29       | 5      | –      | ФК Теплице           |
| УКУПНО1. лига   | 189      | 33     | –      |                      |